# Tomáš Galásek
Tomáš Galásek, né le 15 janvier 1973 à Frýdek-Místek, est un entraîneur et ancien footballeur international tchèque. Il jouait au poste de milieu de terrain défensif avec l'équipe de Tchéquie et l'Ajax Amsterdam. Il fait partie du Club van 100.

## Biographie
Il honore sa première sélection avec l'équipe de Tchéquie en mars 1995 à l'occasion d'un match contre la Finlande.
Galásek participe à la Coupe du monde 2006 avec l'équipe de Tchéquie.

## Palmarès
- 69 sélections en équipe nationale (1 but)
- Champion des Pays-Bas en 2002 et en 2004
- Vainqueur de la Supercoupe des Pays-Bas en 2002 et en 2005
- Vainqueur de la Coupe des Pays-Bas en 2002 et en 2006
- Vainqueur de la Coupe d'Allemagne en 2007